# La bella e il best
La bella e il best è il greatest hits di Francesco Salvi, pubblicato nel 1993.

La copertina dell'album è disegnata da Silver.

Dammi 1 bacio è la canzone che ha presentato al Festival di Sanremo nel 1993, senza riuscire as accedere alla finale.

Senorita è il remix della sigla di chiusura della trasmissione Bellezze sulla neve, cantata insieme a Marco Columbro e a Lorella Cuccarini, incisa nella sua versione originale per il 45 giri Oh Signorina/Tarzan (facciata B tratto dall'album Se lo sapevo), e il cui ricavato è stato devoluto in beneficenza.

## Tracce
Testi di Francesco Salvi e musiche di Silvio Melloni, Mario Natale e Franco Fasano.
1. Dammi 1 bacio
2. Senti giovane (versione 1993)
3. C'è da spostare una macchina (da Megasalvi)
4. A (da Limitiamo i danni)
5. Non me l'aspettavo
6. Esatto (da Megasalvi)
7. Ti ricordi di me? (da Limitiamo i danni)
8. Adele (da Limitiamo i danni)
9. Senorita (Oh signorina, 1993)